# Leptostylus batesi
Leptostylus batesi es una especie de escarabajo longicornio del género Leptostylus, categorizada en la tribu Acanthocinini, de la subfamilia Lamiinae. Fue descrita por Casey en 1913.

## Descripción
Mide 12,72 mm de longitud.

## Distribución
Se distribuye por Costa Rica, Guatemala, Nicaragua y Panamá.